# Tununguá
Tununguá es un municipio Colombiano, ubicado en la Provincia de Occidente del departamento de Boyacá. Dista aproximadamente 53 km de la ciudad de Chiquinquirá, la ciudad más poblada de la provincia y 130 km a la ciudad de Tunja, capital del departamento.

## Historia
El primer asentamiento fue establecido en 1850, a mediado del siglo XX a raíz de las rivalidades políticas desatadas durante la época de La Violencia, fue reconocido como municipio en 1962 separándolo de Briceño, por medio de la Ordenanza No 037 del 30 noviembre de la Asamblea Departamental de Boyacá, siendo presidente de ésta el doctor Guillermo Peña Páez.

## Geografía
El territorio hace parte de la cordillera Oriental en sus estribaciones hacia el valle del río Magdalena siendo la mayor parte del terreno de tipo montañoso. La mayor parte del suelo es arcilloso.
Límites del municipio
Tununguá limita por el Norte y el Oriente con Albania en el departamento de Santander; al sur con los municipios de Pauna, y Briceño, y hacia el occidente con el municipio de Florián también del departamento de Santander.

## Himno
HIMNO OFICIAL DEL MUNICIPIO DE TUNUNGUÁ - BOYACÁ
Bienvenidos a nuestra comarca 
rinconcito amable mi bella Tununguá
queda enclavado en la provincia
del occidente de mi Boyacá
La riqueza más grande es su gente
Que con firmeza, amor y dignidad 
labran la tierra, siembran la semilla
recogen el fruto de la prosperidad
CORO:
Tunungüense luchemos unidos
Pregonando un mensaje de paz 
llenos de fe y esperanza 
amemos la vida y la libertad 
llenos de fe y esperanza 
Amemos la vida y la libertad.
En el cielo los ángeles cantan
una plegaria al Dios creador
del paraíso que Él  hizo con sus manos 
premio a Tununguá y le dejó lo mejor.
Cuanto te extraño pueblito del alma
Cuanto estoy lejos de mi gran hogar
Al recordarlo toda su hermosura 
Me da nostalgia y afán de regresar.
CORO:
Tunungüense luchemos unidos
Pregonando un mensaje de paz 	
llenos de fe y esperanza 
amemos la vida y la libertad 
llenos de fe y esperanza 
amemos la vida y la libertad. 
Autor: D.R.A.
- Extensión total: 77 km2
- Población: 2133 hab.
- Cabecera: 291 hab.
- Resto: 1842 hab.
- Densidad de población: 27,7 hab./km2
- Altitud de la cabecera municipal: 1246 m s. n. m.
- Temperatura media: 26 °C
- Distancia de referencia: 53 km a Chiquinquirá Boyacá

Vereda
- Ancamay,
- Mojarras,
- Santa rosa,
- Vijagual,
- Peña blanca,
- Calichal,
- Palmar.

## Economía
La base de la economía del municipio es de tipo agropecuario y de subsistencia, entre los productos agrícolas figuran aquellos de clima templado como guayaba, guanábana, Pitahaya; ganadería: bovinos, porcinos y aves de corral. No existe actividad industrial ni minería.

## Servicios públicos
- Energía Eléctrica: Empresa de Energía de Boyacá (EBSA), es la empresa prestadora del servicio de energía eléctrica.
- Gas Natural: Vanti es la empresa distribuidora y comercializadora de gas natural en el municipio.